# Železný Brod
Železný Brod (en allemand : Eisenbrod) est une ville du district de Jablonec nad Nisou, dans la région de Liberec, en République tchèque. Sa population s'élevait à 6 043 habitants en 2025.

## Géographie
Železný Brod est arrosée par la rivière Jizera et se trouve dans le nord de la Bohême, à 11 km au sud-est de Jablonec nad Nisou, à 20 km au sud-est de Liberec et à 86 km au nord-est de Prague.

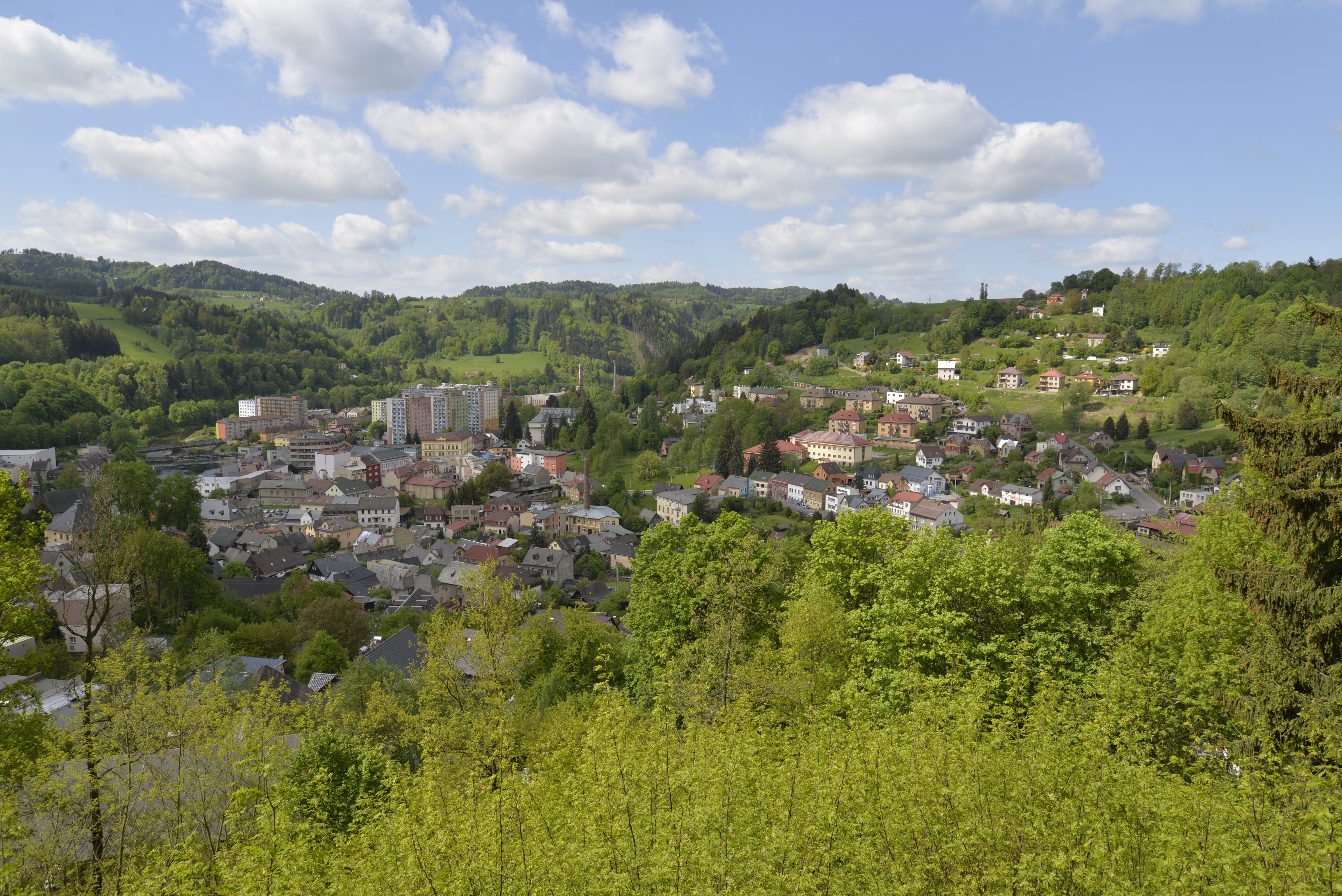
Železný Brod : vue générale.

La commune est limitée par Skuhrov, Pěnčín et Radčice au nord, par Jílové u Držkova, Vlastiboř, Jesenný et Bozkov à l'est, par Semily et Záhoří au sud, et par Koberovy, Líšný et Malá Skála à l'ouest.

## Histoire
Fondée au XIe siècle, Železný Brod est réputée pour sa verrerie. La ville est appelée uniquement Brod ("gué") jusqu'au XIVe siècle. L'extraction du minerai de fer, qui explique la première partie du nom de la ville, commence au XIVe siècle dans les environs de Brod. Les ateliers locaux travaillant ensuite la fonte. L'extraction et le traitement du fer se sont achevés au cours de la guerre de Trente Ans, lorsque les habitants eurent l'occasion de se familiariser avec les différences de qualité avec l'acier suédois. En outre, le minerai de fer était déjà pratiquement épuisé. Outre la verrerie, la ville est également le centre au XIXe siècle d'une activité textile importante.

## Population
Recensements (*) ou estimations (depuis 2014) de la population de la commune dans ses limites actuelles :
| 1870* | 1881* | 1891* | 1901* | 1911* | 1921* |
| ----- | ----- | ----- | ----- | ----- | ----- |
| 5 430 | 6 107 | 6 339 | 6 185 | 6 579 | 6 152 |

| 1930* | 1950* | 1961* | 1970* | 1980* | 1991* |
| ----- | ----- | ----- | ----- | ----- | ----- |
| 6 788 | 5 170 | 5 441 | 5 663 | 7 099 | 6 826 |

| 2001* | 2011* | 2016  | 2017  | 2018  | 2019  |
| ----- | ----- | ----- | ----- | ----- | ----- |
| 6 544 | 6 276 | 6 082 | 6 072 | 6 082 | 6 069 |

| 2020  | 2021* | 2022  | 2023  | 2024  | 2025  |
| ----- | ----- | ----- | ----- | ----- | ----- |
| 6 051 | 5 734 | 5 883 | 6 079 | 6 065 | 6 043 |

## Galerie

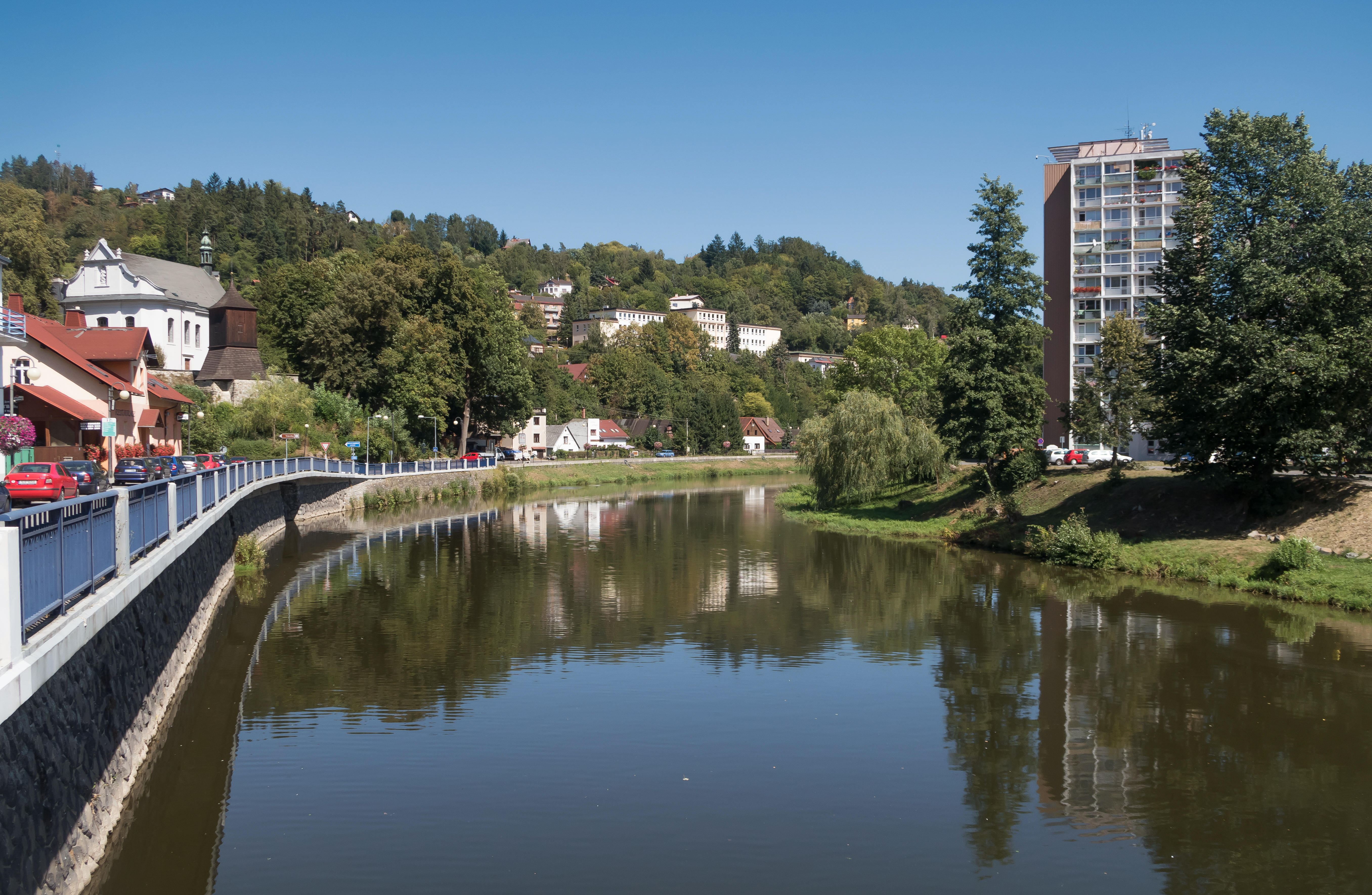
La Jizera à Železný Brod.
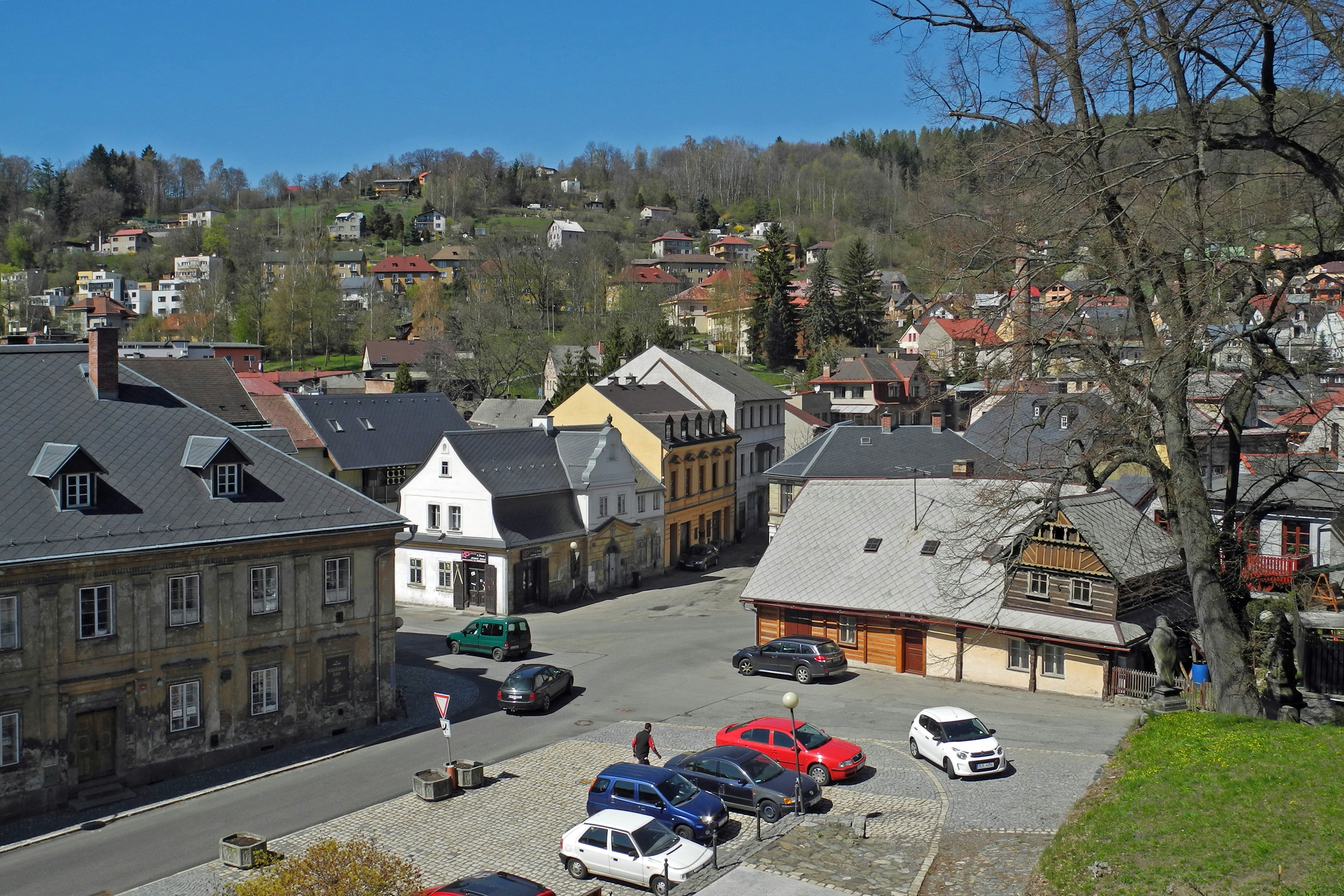
Železný Brod : Petite Place.

## Transports
Par la route, Železný Brod se trouve à 10 km de Semily, à 16 km de Jablonec nad Nisou, à 28 km de Liberec et à 103 km de Prague.

## Jumelages
- Olszyna (Pologne)